# Ediacara

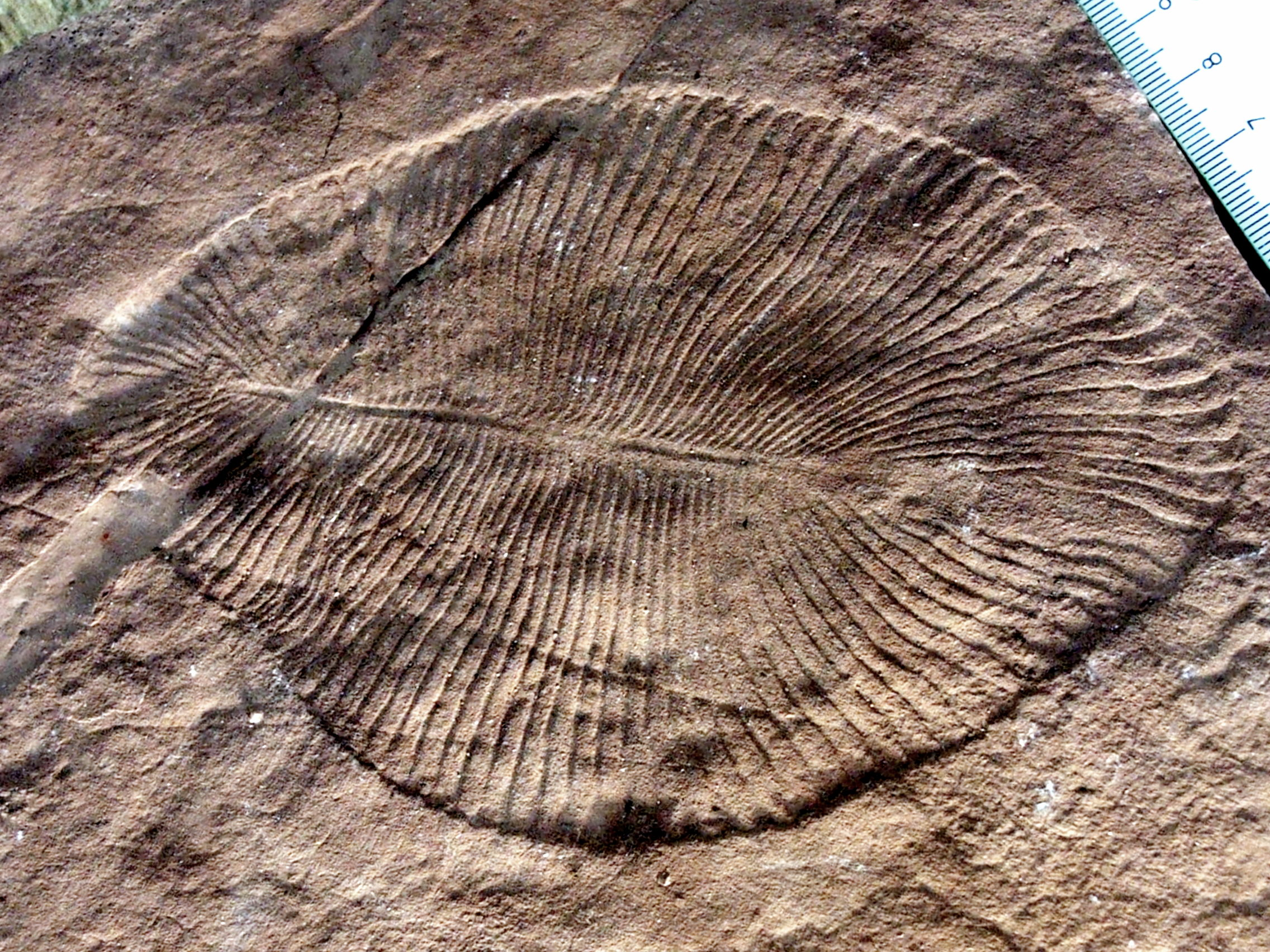
Dickinsonia costata ediakarańska skamieniałość.

Ediacara (ang. Ediacara Hills, Ediacara Range) – pasmo niskich wzgórz w Australii, leżące w północnej części Gór Flindersa w stanie Australia Południowa, 650 km na północ od Adelaide.  
Na terenie wzgórz Ediacara wydobywano pod koniec XIX w. srebro i miedź, po czym zachowały się ślady dawnych kopalń. W 1891 powstała tam osada górników. W okresie 1903–1907 funkcjonowała kopalnia Black Eagle, przy której prowadzono też wytop rud. Po jej zamknięciu górnictwo w rejonie upadło. Jednak ogólnoświatową sławę tym wzgórzom przyniosło odkrycie w 1946 w tamtejszych skałach późnoproterozoicznych (z okresu ediakar) skamieniałości, określonych później jako fauna ediakarańska. Choć fauna ta odkryta była dużo wcześniej w innych regionach świata, to jednak dopiero w 1959 poprawnie oznaczono ją jako proterozoiczne, najstarsze skamieniałości zwierząt wielokomórkowych na świecie, właśnie na bazie materiału ze wzgórz Ediacara. 
Dlatego  ten ogólnoświatowy zespół skamieniałości nazwano od wzgórz Ediacara, fauną ediakarańską, również od tych wzgórz wziął nazwę najmłodszy okres proterozoiku – ediakar. 
Obecnie poszukiwanie i wydobywanie skamieniałości z Ediacara bez zezwolenia jest zakazane, całkowicie zakazano też handlu tymi okazami, a cały obszar wzgórz objęty jest ochroną prawną i zakazem wstępu. 